# Uromenus angustelaminatus
Uromenus angustelaminatus är en insektsart som beskrevs av Lucien Chopard 1939. Uromenus angustelaminatus ingår i släktet Uromenus och familjen vårtbitare. Inga underarter finns listade i Catalogue of Life.